# Palosaari (ö i Finland, Södra Karelen, Villmanstrand, lat 61,17, long 28,08)
Palosaari är en ö i Finland. Den ligger i sjön Saimen och i kommunen Taipalsaari i den ekonomiska regionen  Villmanstrands ekonomiska region  och landskapet Södra Karelen, i den södra delen av landet, 200 km nordost om huvudstaden Helsingfors. Öns area är 1,4 hektar och dess största längd är 240 meter i sydöst-nordvästlig riktning.